# Ливадска жаба
Ливадска жаба или жаба травњача (лат. Rana temporaria) је распрострањена у скоро целој Европи, од арктичког поларног круга до Урала, изузев Иберијског полуострва, јужне Италије и јужног Балкана.
Одрасле мрке жабе су дугачке између 6 и 9 центиметара. Боја њихових леђа и бокова варира и може бити зелена, браон, сива или жута. Познато је да ове жабе могу да мењају боју да би се уклопиле у околину. Њихови стомаци су бели, жути или наранџасти, некад са браон пегама.
Ова жаба се понекад погрешно идентификује као обична крастача са којом често дели ареал. Разлика међу њима је то што је мрка жаба већа и скакуће, док крастача хода.
Мрке жабе су активне целе године и прелазе у стање хибернације само када се вода и земља смрзну.